# Mab (satèl·lit)
Mab, també conegut com a Urà XXVI (designació provisional S/2003 U 1), és un satèl·lit natural interior d'Urà. Va ser descobert per Mark R. Showalter i Jack J. Lissauer el 2003 mitjançant el Telescopi Espacial Hubble. Va ser anomenat en honor de la Reina Mab, una reina del folklore anglès que surt a l'obra de teatre de William Shakespeare Romeu i Julieta.
Com que la lluna és petita i fosca no va ser vista en les imatges preses per la Voyager 2 durant el seu vol prop d'Urà del 1986. De totes maneres, és més brillant que una altra lluna, Perdita, que va ser descoberta en fotos de la Voyager el 1997. Això va dur als científics a revisar les fotos antigues i Mab va ser finalment retrobat.
No es coneix exactament la mida de Mab. Si fos tan fosc com Puck tindria uns 24 km de diàmetre; per altra banda, si fos tan brillant com la seva veïna Miranda, seria més petit que Cupido i comparable amb els petits satèl·lits exteriors.
Mab està extremament pertorbat, tot i que l'origen de la pertorbació no és clar.
Mab orbita a la mateixa distància d'Urà que l'Anell μ, i està prop de tenir la mida òptima per ser un productor de pols.